# Lijst van rijksmonumenten in Roermond (plaats)
De stad Roermond telt 237 inschrijvingen in het rijksmonumentenregister. Hieronder een compleet overzicht.
| Object | Oorspronkelijke functie?  | Bouwjaar                                                | Architect                                                                        | Locatie                                          | Coördinaten?                  | Nr.?   | Afbeelding |
| --- | ------------------------- | ------------------------------------------------------- | -------------------------------------------------------------------------------- | ------------------------------------------------ | ----------------------------- | ------ | --- |
| Cuypershuis, Huis en werkplaats van Cuypers | Bedrijfs-,fabriekswoning  | 1853                                                    | Pierre Cuypers                                                                   | Andersonweg 2                                    | 51° 11' 17" NB, 5° 59' 18" OL | 32547  | Meer afbeeldingen |
| Huis met brede gepleisterde voorgevel en een zijgevel en poortdoorgang naar het voormalige Begaardenklooster                                                                       | Woonhuis                  |                                                         |                                                                                  | Bakkerstraat 4                                   | 51° 11' 29" NB, 5° 59' 14" OL | 32548  | Meer afbeeldingen |
| Het huis vanwege houten beelden van de madonna en twee adoranten tegen de gevel | Vanwege onderdelen kerk   | 18e eeuw                                                |                                                                                  | Bergstraat 31                                    | 51° 11' 40" NB, 5° 59' 8" OL  | 32549  | Het huis vanwege houten beelden van de madonna en twee adoranten tegen de gevel                                                                                              |
| Huis met rijke laatgotische trapgevel | Woonhuis                  | eerste kwart 16e eeuw                                   |                                                                                  | Brugstraat 7                                     | 51° 11' 40" NB, 5° 59' 6" OL  | 32550  | Meer afbeeldingen |
| Gepleisterd huis met aan de Grotekerkstraat een achtzijdige toren met tandlijsten en boogfries                                                                                     | Woonhuis                  | 16e of 17e eeuw                                         |                                                                                  | Grote Kerkstraat 5                               | 51° 11' 46" NB, 5° 59' 4" OL  | 32551  | Meer afbeeldingen |
| Sint-Christoffelkathedraal | Kerk en kerkonderdeel     | 15e eeuw (oorspronkelijk)                               |                                                                                  | Grote Kerkstraat bij 29                          | 51° 11' 47" NB, 5° 59' 5" OL  | 32552  | Meer afbeeldingen |
| Huis met brede voorgevel met consolefries | Woonhuis                  | 17e eeuw                                                |                                                                                  | Jesuitenstraat 5                                 | 51° 11' 44" NB, 5° 59' 14" OL | 32553  | Meer afbeeldingen |
| Huis met lijstgevel voorzien van horizontale reliëfbanden en segmentboogvensters en een segmentboogkoetspoort in rechthoekige geprofileerde omramingen                             | Woonhuis                  | laatste helft 19e eeuw                                  |                                                                                  | Jesuitenstraat 9                                 | 51° 11' 44" NB, 5° 59' 14" OL | 32554  | Meer afbeeldingen |
| Huis met lijstgevel voorzien van een ingang en een koetspoort in geprofileerde hardstenen rondboogomramingen                                                                       | Woonhuis                  | laatste helft 19e eeuw                                  |                                                                                  | Jesuitenstraat 11                                | 51° 11' 45" NB, 5° 59' 14" OL | 32555  | Meer afbeeldingen |
| Twee vroegere koetshuizen met schilddak | Woonhuis                  |                                                         |                                                                                  | Jesuitenstraat 17                                | 51° 11' 45" NB, 5° 59' 13" OL | 32556  | Meer afbeeldingen |
| Voormalige jesuitenklooster | Klooster, kloosteronderdl | derde kwart 18e eeuw                                    |                                                                                  | Jesuitenstraat 4                                 | 51° 11' 46" NB, 5° 59' 14" OL | 32557  | Meer afbeeldingen |
| Hoog hoekhuis met zadeldak | Woonhuis                  | 1764 (steen)                                            |                                                                                  | Kraanpoort 1                                     | 51° 11' 45" NB, 5° 59' 4" OL  | 32558  | Meer afbeeldingen |
| Huis met eenvoudige lijstgevel en een schilddak | Bedrijfs-,fabriekswoning  |                                                         |                                                                                  | Kraanpoort 3                                     | 51° 11' 46" NB, 5° 59' 4" OL  | 32559  | Meer afbeeldingen |
| Huis met na 1945 vrijwel vernieuwde lijstgevel, geleed met boognissen en voorzien van een uithangteken in vorm van een bel aan een vogelkop                                        | Woonhuis                  |                                                         |                                                                                  | Kraanpoort 5                                     | 51° 11' 46" NB, 5° 59' 4" OL  | 32560  | Meer afbeeldingen |
| Huis met lijstgevel waarin segmentboogvensters en een hardstenen ingangsomraming                                                                                                   | Bedrijfs-,fabriekswoning  | eerste helft 19e eeuw                                   |                                                                                  | Kraanpoort 7                                     | 51° 11' 46" NB, 5° 59' 3" OL  | 32561  | Meer afbeeldingen |
| Huis met lijstgevel, onderaan voorzien van hardstenen rondboogomramingen en een poortomraming                                                                                      | Woonhuis                  | 1850 (sluitsteen)                                       |                                                                                  | Kraanpoort 8                                     | 51° 11' 47" NB, 5° 59' 3" OL  | 32562  | Meer afbeeldingen |
| Huize Sint Jozef | Klooster, kloosteronderdl | 19e eeuw                                                |                                                                                  | Lindanusstraat 2                                 | 51° 11' 44" NB, 5° 59' 19" OL | 32563  | Meer afbeeldingen |
| Huis | Woonhuis                  | tweede helft 17e eeuw                                   |                                                                                  | Lindanusstraat 5                                 | 51° 11' 44" NB, 5° 59' 19" OL | 32564  | Meer afbeeldingen |
| Huis met laatgotische puntgevel, voorzien van gemetselde kruisvensters in boognissen en het ankerjaartal                                                                           | Woonhuis                  | 1572                                                    |                                                                                  | Luifelstraat 34                                  | 51° 11' 43" NB, 5° 59' 6" OL  | 32565  | Huis met laatgotische puntgevel, voorzien van gemetselde kruisvensters in boognissen en het ankerjaartal                                                                     |
| Huis met schilddak en een gepleisterde van een ruitenfries en ijzeren raamhekjes voorziene lijstgevel                                                                              | Woonhuis                  | eerste kwart 19e eeuw                                   |                                                                                  | Markt 16                                         | 51° 11' 44" NB, 5° 59' 6" OL  | 32566  | Meer afbeeldingen |
| Stadhuis van Roermond | Overheidsgebouw           | ca. 1700 1880 (verbouwd) 1906 (vernieuwd)               |                                                                                  | Markt 31                                         | 51° 11' 45" NB, 5° 59' 9" OL  | 32567  | Meer afbeeldingen |
| Vleeshal met aan de achterzijde twee gepleisterde topgevels | Opslag                    | 1669 (ankerjaartal)                                     |                                                                                  | Markt 33                                         | 51° 11' 45" NB, 5° 59' 10" OL | 32568  | Meer afbeeldingen |
| Huis vanwege tegen moderne gevel een oud beeld van sint rochus | Vanwege onderdelen kerk   |                                                         |                                                                                  | Markt 8                                          | 51° 11' 43" NB, 5° 59' 8" OL  | 32569  | Huis vanwege tegen moderne gevel een oud beeld van sint rochus |
| Huis met mansardedak en gepleisterde lijstgevel | Woonhuis                  | 19e eeuw                                                |                                                                                  | Markt 10                                         | 51° 11' 44" NB, 5° 59' 7" OL  | 32570  | Meer afbeeldingen |
| Huis met aan de achterzijde een gepleisterde puntgevel | Woonhuis                  | 17e/19e eeuw                                            |                                                                                  | Markt 34                                         | 51° 11' 44" NB, 5° 59' 10" OL | 32571  | Huis met aan de achterzijde een gepleisterde puntgevel |
| Het huis vanwege een in de gemoderniseerde gevel steen met 1666 en een rijkversierde hoeknis met een madonnabeeld                                                                  | Woonhuis                  | 1666 (gevelsteen)                                       |                                                                                  | Minderbroedersstraat 1                           | 51° 11' 31" NB, 5° 59' 11" OL | 32572  | Meer afbeeldingen |
| Huis met brede lijstgevel met horizontale reliefbanden | Woonhuis                  | eerste kwart 19e eeuw                                   |                                                                                  | Minderbroedersstraat 9                           | 51° 11' 30" NB, 5° 59' 12" OL | 32573  | Meer afbeeldingen |
| 't Groot Huys | Woonhuis                  | eerste kwart 19e eeuw                                   |                                                                                  | Minderbroedersstraat 11                          | 51° 11' 30" NB, 5° 59' 12" OL | 32574  | Meer afbeeldingen |
| Huis met zadeldak en gepleisterde voorgevel, voorzien van hoekblokken en een hardstenen ingangsomraming in Lodewijk xv-stijl                                                       | Woonhuis                  |                                                         |                                                                                  | Minderbroedersstraat 19                          | 51° 11' 29" NB, 5° 59' 13" OL | 32575  | Meer afbeeldingen |
| Pand met verdieping en schilddak | Woonhuis                  | late middeleeuwen                                       |                                                                                  | Minderbroedersstraat 2                           | 51° 11' 31" NB, 5° 59' 10" OL | 32576  | Meer afbeeldingen |
| Pand met verdieping, lage bovenverdieping en schilddak | Woonhuis                  | midden 19e eeuw                                         |                                                                                  | Minderbroedersstraat 4                           | 51° 11' 31" NB, 5° 59' 10" OL | 32577  | Pand met verdieping, lage bovenverdieping en schilddak |
| Wegkruis met houten corpus | Gedenkteken               | 17e eeuw                                                |                                                                                  | Minderbroedersstraat bij 4                       | 51° 11' 30" NB, 5° 59' 10" OL | 32578  | Meer afbeeldingen |
| Nederlands Hervormde Minderbroederskerk | Kerk en kerkonderdeel     | 14e of 15e eeuw mogelijk 13e-eeuwse resten              |                                                                                  | Minderbroederssingel bij 15F                     | 51° 11' 29" NB, 5° 59' 10" OL | 32579  | Meer afbeeldingen |
| Huis met schilddak en gepleisterde lijstgevels | Woonhuis                  | 19e eeuw                                                |                                                                                  | Munsterplein 17                                  | 51° 11' 38" NB, 5° 59' 18" OL | 32581  | Meer afbeeldingen |
| Munsterkerk | Kerk en kerkonderdeel     |                                                         |                                                                                  | Abdijhof bij 1                                   | 51° 11' 36" NB, 5° 59' 21" OL | 32582  | Meer afbeeldingen |
| Hardstenen pomp, afkomstig van de steegstraat | Straatmeubilair           | 1752                                                    |                                                                                  | Hardstenen Pomp a/h Munsterplein                 | 51° 11' 36" NB, 5° 59' 19" OL | 32583  | Meer afbeeldingen |
| Muziekkoepel/Kiosk | Kerk en kerkonderdeel     | 1888                                                    | P.J.H.Cuypers                                                                    | Muziekkoepel a/h Munsterplein                    | 51° 11' 36" NB, 5° 59' 17" OL | 32584  | Meer afbeeldingen |
| Huis met lijstgevel, waarin een poort en hardstenen vensteromramingen | Woonhuis                  | 18e eeuw - eerste helft 19e eeuw                        |                                                                                  | Munsterstraat 3                                  | 51° 11' 41" NB, 5° 59' 17" OL | 32585  | Meer afbeeldingen |
| Huis met lijstgevel, waarin een geprofileerde deuromlijsting van hardsteen en vensteromramingen van hetzelfde materiaal                                                            | Woonhuis                  | 18e eeuw - eerste helft 19e eeuw                        |                                                                                  | Munsterstraat 5                                  | 51° 11' 41" NB, 5° 59' 17" OL | 32586  | Meer afbeeldingen |
| Huis met gepleisterde lijstgevel | Woonhuis                  | 19e eeuw                                                |                                                                                  | Munsterstraat 7                                  | 51° 11' 41" NB, 5° 59' 17" OL | 32587  | Meer afbeeldingen |
| Het huis vanwege een in een vernieuwde nis met Lodewijk XV-glasdeurtje barok madonnabeeld op een voet met engeltjes                                                                | Vanwege onderdelen kerk   | 17e eeuw                                                |                                                                                  | Munsterstraat 2                                  | 51° 11' 42" NB, 5° 59' 16" OL | 32588  | Meer afbeeldingen |
| Huis met lijstgevel, voorzien van een ellipsboogpoort in hardsteen, een ingangsomraming en vensterpenanten van hardsteen                                                           | Woonhuis                  | 1665 (ankers)                                           |                                                                                  | Munsterstraat 8                                  | 51° 11' 40" NB, 5° 59' 17" OL | 32589  | Meer afbeeldingen |
| Huis met brede lijstgevel | Woonhuis                  | 18e eeuw                                                |                                                                                  | Munsterstraat 10                                 | 51° 11' 40" NB, 5° 59' 17" OL | 32590  | Meer afbeeldingen |
| Voormalig hotel De Gouden Leeuw | Horeca                    | laatste helft 18e eeuw                                  |                                                                                  | Neerstraat 11                                    | 51° 11' 39" NB, 5° 59' 9" OL  | 32591  | Meer afbeeldingen |
| Links van de kapel een huis met gepleisterde lijstgevel | Woonhuis                  | laatste helft 19e eeuw                                  |                                                                                  | Neerstraat 31A                                   | 51° 11' 37" NB, 5° 59' 8" OL  | 32592  | Meer afbeeldingen |
| Huis met de stenen trappen | Woonhuis                  | 1666 (gevelsteen)                                       |                                                                                  | Neerstraat 33                                    | 51° 11' 36" NB, 5° 59' 8" OL  | 32593  | Meer afbeeldingen |
| Huis met gepleisterde voorgevel | Woonhuis                  | eerste kwart 19e eeuw                                   |                                                                                  | Neerstraat 55                                    | 51° 11' 34" NB, 5° 59' 11" OL | 32594  | Meer afbeeldingen |
| Huis met gepleisterde voorgevel met segmentboogingang in hardstenen omraming | Woonhuis                  | eerste kwart 19e eeuw                                   |                                                                                  | Neerstraat 57                                    | 51° 11' 33" NB, 5° 59' 10" OL | 32595  | Meer afbeeldingen |
| Huis met brede, ten dele gepleisterde lijstgevel | Woonhuis                  | eerste helft 19e eeuw                                   |                                                                                  | Neerstraat 63                                    | 51° 11' 33" NB, 5° 59' 11" OL | 32596  | Meer afbeeldingen |
| Huis met lijstgevel, voorzien van een ruitenfries, met fronton | Woonhuis                  | 19e eeuw                                                |                                                                                  | Neerstraat 62                                    | 51° 11' 34" NB, 5° 59' 9" OL  | 32597  | Meer afbeeldingen |
| Huis met lijstgevel, voorzien van een ruitenfries | Woonhuis                  |                                                         |                                                                                  | Neerstraat 62A                                   | 51° 11' 33" NB, 5° 59' 9" OL  | 32598  | Meer afbeeldingen |
| Bisschoppelijke Grafkapel | Kapel                     | 1887                                                    | Pierre Cuypers                                                                   | Bisschoppelijke Grafkapel op kerkhof             | 51° 10' 54" NB, 6° 0' 1" OL   | 32599  | Meer afbeeldingen |
| Rattentoren, ronde bakstenen muurtoren | Omwalling                 | 14e eeuw                                                |                                                                                  | Grote Kerkstraat bij 29                          | 51° 11' 49" NB, 5° 59' 4" OL  | 32600  | Meer afbeeldingen |
| Voormalige bisschoppelijk paleis | Kerkelijke dienstwoning   | 1666                                                    |                                                                                  | Pollartstraat 5                                  | 51° 11' 42" NB, 5° 59' 23" OL | 32602  | Meer afbeeldingen |
| Godshuis, gebouwd als gouvernementshuis | Overheidsgebouw           | 1681-1700                                               | Bertholet                                                                        | Pollartstraat 8                                  | 51° 11' 40" NB, 5° 59' 21" OL | 32604  | Meer afbeeldingen |
| Huis met schilddak en lijstgevel voorzien van vensters met afgeronde bovenhoeken                                                                                                   | Bedrijfs-,fabriekswoning  | derde kwart 19e eeuw                                    |                                                                                  | Roerkade 4                                       | 51° 11' 42" NB, 5° 59' 3" OL  | 32605  | Meer afbeeldingen |
| Huis met schilddak en brede met gemetselde rondbogige dakkapel bekroonde lijstgevel                                                                                                | Industrie                 | derde kwart 19e eeuw                                    |                                                                                  | Roersingel 3                                     | 51° 11' 39" NB, 5° 59' 3" OL  | 32606  | Meer afbeeldingen |
| Huis met schilddak en brede gemetselde rondbogige dakkapel bekroonde lijstgevel | Woonhuis                  | derde kwart 19e eeuw                                    |                                                                                  | Roersingel 4                                     | 51° 11' 39" NB, 5° 59' 2" OL  | 32607  | Meer afbeeldingen |
| Huis met schilddak en eenvoudige lijstgevel | Woonhuis                  | 19e eeuw                                                |                                                                                  | Roersingel 5                                     | 51° 11' 39" NB, 5° 59' 2" OL  | 32608  | Meer afbeeldingen |
| Maria Theresiabrug | Brug                      | 1771                                                    |                                                                                  | Stenen Brug a/d Brugstraat                       | 51° 11' 41" NB, 5° 59' 1" OL  | 32609  | Meer afbeeldingen |
| Huis met gepleisterde gezwenkte voorgevel | Woonhuis                  | laatste kwart 17e eeuw                                  |                                                                                  | Schoenmakersstraat 11                            | 51° 11' 42" NB, 5° 59' 14" OL | 32610  | Meer afbeeldingen |
| Huis met thans achter een betimmering verborgen stucplafond | Woonhuis                  | eerste helft 18e eeuw                                   |                                                                                  | Schoenmakersstraat 16                            | 51° 11' 42" NB, 5° 59' 14" OL | 32611  | Meer afbeeldingen |
| Huis vanwege een madonnabeeld in een moderne nis | Vanwege onderdelen kerk   | 17e eeuw                                                |                                                                                  | Schoolstraat 1                                   | 51° 11' 40" NB, 5° 59' 29" OL | 32612  | Meer afbeeldingen |
| Huis met brede gepleisterde lijstgevel, voorzien van een rondboogpoort, segmentboogvensters en een bordes met twee trapopgangen en smeedijzeren hek                                | Woonhuis                  | eerste kwart 19e eeuw                                   |                                                                                  | Sint Jansstraat 6                                | 51° 11' 49" NB, 5° 59' 16" OL | 32613  | Meer afbeeldingen |
| Huis met eenvoudige lijstgevel | Woonhuis                  | 19e eeuw                                                |                                                                                  | Sint Jansstraat 2                                | 51° 11' 49" NB, 5° 59' 17" OL | 32614  | Meer afbeeldingen |
| Huis met brede gepleisterde lijstgevel, in het midden bekroond door een fronton en voorzien van ijzeren raamhekjes                                                                 | Woonhuis                  | eerste helft 19e eeuw                                   |                                                                                  | Sint Jansstraat 11                               | 51° 11' 49" NB, 5° 59' 15" OL | 32615  | Meer afbeeldingen |
| Hoekhuis met brede lijstgevels, voorzien van hoge spaarvelden | Woonhuis                  | 19e eeuw                                                |                                                                                  | Sint Jansstraat 22                               | 51° 11' 50" NB, 5° 59' 14" OL | 32616  | Meer afbeeldingen |
| Voormalig ursulinenklooster | Klooster, kloosteronderdl | tweede helft 17e eeuw                                   |                                                                                  | Steegstraat 3                                    | 51° 11' 52" NB, 5° 59' 28" OL | 32617  | Meer afbeeldingen |
| Huis met schilddak en achterliggende schuur met zadeldak tussen topgevels met vlechtingen                                                                                          | Boerderij                 | 18e eeuw                                                |                                                                                  | Steegstraat 7B                                   | 51° 11' 51" NB, 5° 59' 29" OL | 32618  | Meer afbeeldingen |
| Huis met hoog zadeldak parallel aan de straat tussen topgevels met vlechtingen, links voorzien van ingemetselde hardstenen kogels                                                  | Woonhuis                  | 18e-19e eeuw                                            |                                                                                  | Steegstraat 9                                    | 51° 11' 51" NB, 5° 59' 29" OL | 32619  | Meer afbeeldingen |
| Huis met brede lijstgevel, voorzien van rechthoekige hardstenen omramingen, die van de ingang met profiellijst                                                                     | Woonhuis                  | eerste helft 19e eeuw                                   |                                                                                  | Steegstraat 6                                    | 51° 11' 51" NB, 5° 59' 27" OL | 32620  | Meer afbeeldingen |
| Huis met brede lijstgevel, voorzien van rechthoekige hardstenen omramingen, die van de ingang met profiellijst                                                                     | Woonhuis                  | eerste helft 19e eeuw                                   |                                                                                  | Steegstraat 8                                    | 51° 11' 51" NB, 5° 59' 28" OL | 32621  | Meer afbeeldingen |
| Huis met brede gepleisterde neogotische lijstgevel | Woonhuis                  | tweede kwart 19e eeuw                                   |                                                                                  | Steegstraat 16                                   | 51° 11' 50" NB, 5° 59' 29" OL | 32622  | Huis met brede gepleisterde neogotische lijstgevel |
| Huis met lijstgevel en een hardstenen deuromlijsting | Woonhuis                  | 19e eeuw                                                |                                                                                  | Steegstraat 22                                   | 51° 11' 49" NB, 5° 59' 31" OL | 32623  | Meer afbeeldingen |
| Huis met lijstgevel | Woonhuis                  | 19e eeuw                                                |                                                                                  | Steegstraat 24                                   | 51° 11' 49" NB, 5° 59' 31" OL | 32624  | Meer afbeeldingen |
| Huis met brede lijstgevel | Woonhuis                  | 19e eeuw                                                |                                                                                  | Steegstraat 26                                   | 51° 11' 49" NB, 5° 59' 31" OL | 32625  | Meer afbeeldingen |
| Huis met brede lijstgevel | Bedrijfs-,fabriekswoning  | 19e eeuw                                                |                                                                                  | Steegstraat 28                                   | 51° 11' 49" NB, 5° 59' 32" OL | 32626  | Meer afbeeldingen |
| Huis Bocholz | Woonhuis                  | eerste kwart 19e eeuw                                   |                                                                                  | Steegstraat 30                                   | 51° 11' 48" NB, 5° 59' 32" OL | 32627  | Meer afbeeldingen |
| Huis voor notaris en verzamelaar Charles Guillon | Woonhuis                  | 1861 en later                                           |                                                                                  | Swalmerstraat 3                                  | 51° 11' 47" NB, 5° 59' 9" OL  | 32628  | Meer afbeeldingen |
| Huis met brede lijstgevel | Woonhuis                  | 18e-19e eeuw                                            |                                                                                  | Swalmerstraat 5                                  | 51° 11' 47" NB, 5° 59' 10" OL | 32629  | Meer afbeeldingen |
| Huis met lijstgevel | Woonhuis                  | eerste helft 19e eeuw                                   |                                                                                  | Swalmerstraat 11                                 | 51° 11' 47" NB, 5° 59' 11" OL | 32630  | Meer afbeeldingen |
| Huis met gepleisterde gevel | Woonhuis                  | eerste helft 19e eeuw                                   |                                                                                  | Swalmerstraat 13                                 | 51° 11' 47" NB, 5° 59' 11" OL | 32631  | Meer afbeeldingen |
| Huis met gepleisterde gevel | Woonhuis                  | eerste helft 19e eeuw                                   |                                                                                  | Swalmerstraat 15                                 | 51° 11' 47" NB, 5° 59' 12" OL | 32632  | Meer afbeeldingen |
| Huis met gepleisterde, rijk geornamenteerde lijstgevel | Woonhuis                  | midden 19e eeuw                                         |                                                                                  | Swalmerstraat 17                                 | 51° 11' 47" NB, 5° 59' 12" OL | 32633  | Meer afbeeldingen |
| Huis vanwege een neogotisch heiligenbeeldhuisje | Vanwege onderdelen kerk   | 19e eeuw                                                |                                                                                  | Swalmerstraat 39                                 | 51° 11' 48" NB, 5° 59' 16" OL | 32634  | Meer afbeeldingen |
| Pand met verdieping onder met pannen gedekt dwars zadeldak | Woonhuis                  | waarschijnlijk 17e eeuw                                 |                                                                                  | Swalmerstraat 41                                 | 51° 11' 48" NB, 5° 59' 16" OL | 32635  | Meer afbeeldingen |
| Hoekpand met verdieping onder met pannen gedekt zadeldak | Woonhuis                  | waarschijnlijk 17e eeuw (oorsprong)                     |                                                                                  | Swalmerstraat 43                                 | 51° 11' 48" NB, 5° 59' 17" OL | 32636  | Meer afbeeldingen |
| Woonhuis Cloquet | Woonhuis                  | 1851                                                    | Pierre Cuypers                                                                   | Swalmerstraat 49                                 | 51° 11' 49" NB, 5° 59' 18" OL | 32637  | Meer afbeeldingen |
| Huis met lijstgevel, waarin omblokte vensters, die hun kruisgespannen verloren hebben en naar beneden hebben verlengd                                                              | Woonhuis                  | 17e eeuw en later                                       |                                                                                  | Swalmerstraat 57                                 | 51° 11' 49" NB, 5° 59' 20" OL | 32638  | Meer afbeeldingen |
| Huis met mansardedak en brede lijstgevel | Woonhuis                  | eerste kwart 19e eeuw                                   |                                                                                  | Swalmerstraat 59                                 | 51° 11' 49" NB, 5° 59' 20" OL | 32639  | Meer afbeeldingen |
| Huis | Woonhuis                  | 17e-19e eeuw                                            |                                                                                  | Swalmerstraat 61                                 | 51° 11' 50" NB, 5° 59' 22" OL | 32640  | Meer afbeeldingen |
| Huis met aan de sterk vernieuwde voorzijde een lijstgevel en aan de achterzijde een puntgevel                                                                                      | Woonhuis                  | 18e eeuw                                                |                                                                                  | Swalmerstraat 65                                 | 51° 11' 51" NB, 5° 59' 23" OL | 32641  | Meer afbeeldingen |
| Huis met lijstgevel | Woonhuis                  | 18e eeuw                                                |                                                                                  | Swalmerstraat 12                                 | 51° 11' 47" NB, 5° 59' 12" OL | 32642  | Meer afbeeldingen |
| Huis met gepleisterde en geornamenteerde lijstgevel | Woonhuis                  | eerste helft 19e eeuw                                   |                                                                                  | Swalmerstraat 14                                 | 51° 11' 47" NB, 5° 59' 12" OL | 32643  | Meer afbeeldingen |
| Huis met gepleisterde en geornamenteerde lijstgevels | Woonhuis                  | derde kwart 19e eeuw                                    |                                                                                  | Swalmerstraat 16                                 | 51° 11' 47" NB, 5° 59' 13" OL | 32644  | Meer afbeeldingen |
| Huis met gepleisterde lijstgevel | Woonhuis                  | eerste helft 19e eeuw                                   |                                                                                  | Swalmerstraat 36                                 | 51° 11' 47" NB, 5° 59' 16" OL | 32645  | Meer afbeeldingen |
| Huis met lijstgevel, voorzien van een rijk gebeeldhouwde ingangsomlijsting met bovenlicht en geprofileerde vensteromlijstingen in Lodewijk xv-stijl                                | Woonhuis                  |                                                         |                                                                                  | Swalmerstraat 38                                 | 51° 11' 48" NB, 5° 59' 17" OL | 32646  | Meer afbeeldingen |
| Hoog breed huis | Woonhuis                  | laatste helft 19e eeuw                                  |                                                                                  | Swalmerstraat 44                                 | 51° 11' 48" NB, 5° 59' 18" OL | 32647  | Meer afbeeldingen |
| Pand met twee verdiepingen en pannen zadeldak, evenwijdig aan de straat, dat aan de achterzijde verder naar beneden doorloopt dan aan de straatzijde                               | Woonhuis                  | derde kwart 19e eeuw                                    |                                                                                  | Swalmerstraat 46                                 | 51° 11' 48" NB, 5° 59' 19" OL | 32648  | Meer afbeeldingen |
| Huis | Woonhuis                  | 18e/19e eeuw                                            |                                                                                  | Swalmerstraat 50                                 | 51° 11' 48" NB, 5° 59' 19" OL | 32649  | Meer afbeeldingen |
| Kartuizerklooster/Groot Seminarie | Kerk en kerkonderdeel     | 15e eeuw (sacristie)                                    |                                                                                  | Swalmerstraat 100                                | 51° 11' 49" NB, 5° 59' 22" OL | 32650  | Meer afbeeldingen |
| Huis | Woonhuis                  | 18e/19e eeuw                                            |                                                                                  | Swalmerstraat 102                                | 51° 11' 50" NB, 5° 59' 24" OL | 32651  | Meer afbeeldingen |
| Huis met brede, geornamenteerde lijstgevel | Woonhuis                  | 1851                                                    |                                                                                  | Swalmerstraat 104                                | 51° 11' 50" NB, 5° 59' 24" OL | 32652  | Meer afbeeldingen |
| Voormalig bisschoppelijk seminarie | Kerk en kerkonderdeel     | 18e eeuw                                                |                                                                                  | Veldstraat 3                                     | 51° 11' 36" NB, 5° 59' 30" OL | 32653  | Meer afbeeldingen |
| Tuinmuur met twee hekpijlers, bekroond door van het raadhuisbalkon afkomstige pijnappels                                                                                           | Erfscheiding              | eerste kwart 18e eeuw                                   |                                                                                  | Heilige Geeststraat bij 24                       | 51° 11' 42" NB, 5° 59' 23" OL | 32655  | Tuinmuur met twee hekpijlers, bekroond door van het raadhuisbalkon afkomstige pijnappels                                                                                     |
| Huis met zadeldak tussen topgevels met vlechtingen | Woonhuis                  |                                                         |                                                                                  | Heilige Geeststraat 24                           | 51° 11' 42" NB, 5° 59' 23" OL | 32656  | Meer afbeeldingen |
| Huis met gepleisterde en geornamenteerde lijstgevel, en met balcons boven de voordeuren                                                                                            | Woonhuis                  | laatste helft 19e eeuw                                  |                                                                                  | Willem II Singel 51                              | 51° 11' 22" NB, 5° 59' 28" OL | 32657  | Huis met gepleisterde en geornamenteerde lijstgevel, en met balcons boven de voordeuren                                                                                      |
| Huis met gepleisterde en geornamenteerde lijstgevel, en met balcons boven de voordeuren                                                                                            | Woonhuis                  | laatste helft 19e eeuw                                  |                                                                                  | Willem II Singel 53                              | 51° 11' 22" NB, 5° 59' 28" OL | 32658  | Meer afbeeldingen |
| Huis met gepleisterde en geornamenteerde lijstgevel, en met balcons boven de voordeuren                                                                                            | Woonhuis                  | laatste helft 19e eeuw                                  |                                                                                  | Willem II Singel 55                              | 51° 11' 22" NB, 5° 59' 28" OL | 32659  | Meer afbeeldingen |
| Huis met gepleisterde en geornamenteerde lijstgevel en met balcons boven de voordeuren                                                                                             | Woonhuis                  | laatste helft 19e eeuw                                  |                                                                                  | Willem II Singel 57                              | 51° 11' 22" NB, 5° 59' 28" OL | 32660  | Meer afbeeldingen |
| Huis met gepleisterde en geornamenteerde lijstgevel, en met balcons boven de voordeuren                                                                                            | Woonhuis                  | laatste helft 19e eeuw                                  |                                                                                  | Willem II Singel 59                              | 51° 11' 22" NB, 5° 59' 28" OL | 32661  | Meer afbeeldingen |
| Huis met gepleisterde en geornamenteerde lijstgevel, en met balcons boven de voordeuren                                                                                            | Woonhuis                  | laatste helft 19e eeuw                                  |                                                                                  | Willem II Singel 61                              | 51° 11' 21" NB, 5° 59' 28" OL | 32662  | Meer afbeeldingen |
| Begaardenklooster | Kerk en kerkonderdeel     | 18e eeuw                                                |                                                                                  | Zwartbroekstraat 1                               | 51° 11' 28" NB, 5° 59' 13" OL | 32663  | Meer afbeeldingen |
| Huis met gezwenkte topgevel | Woonhuis                  | laatste helft 19e eeuw                                  |                                                                                  | Vismarkt 3                                       | 51° 11' 42" NB, 5° 58' 59" OL | 32664  | Meer afbeeldingen |
| Huis met gepleisterde lijstgevel | Woonhuis                  | 19e eeuw                                                |                                                                                  | Vismarkt 5                                       | 51° 11' 42" NB, 5° 58' 60" OL | 32665  | Meer afbeeldingen |
| Huis met gepleisterde lijstgevel | Woonhuis                  |                                                         |                                                                                  | Vismarkt 7                                       | 51° 11' 42" NB, 5° 58' 60" OL | 32666  | Meer afbeeldingen |
| Huis met gepleisterde lijstgevel, voorzien van horizontale cordonbanden | Woonhuis                  | 19e eeuw                                                |                                                                                  | Vismarkt 6                                       | 51° 11' 42" NB, 5° 58' 60" OL | 32667  | Meer afbeeldingen |
| Huis met lijstgevel | Woonhuis                  | 19e eeuw                                                |                                                                                  | Vismarkt 12                                      | 51° 11' 43" NB, 5° 58' 60" OL | 32668  | Meer afbeeldingen |
| Huis met schilddak en eenvoudige lijstgevels | Woonhuis                  | laatste helft 19e eeuw                                  |                                                                                  | Voorstad Sint Jacob 1                            | 51° 11' 41" NB, 5° 58' 59" OL | 32669  | Meer afbeeldingen |
| Huis met zadeldak en met ten dele gepleisterde brede lijstgevel | Woonhuis                  | 19e eeuw                                                |                                                                                  | Voorstad Sint Jacob 3                            | 51° 11' 41" NB, 5° 58' 58" OL | 32670  | Meer afbeeldingen |
| Huis met schilddak en eenvoudige lijstgevel | Woonhuis                  | 19e eeuw                                                |                                                                                  | Voorstad Sint Jacob 19                           | 51° 11' 40" NB, 5° 58' 57" OL | 32671  | Meer afbeeldingen |
| Huis met van gemetselde voluten voorziene klokgevel | Woonhuis                  | laatste kwart 17e eeuw, maar later ingrijpend vernieuwd |                                                                                  | Voorstad Sint Jacob 4                            | 51° 11' 41" NB, 5° 58' 59" OL | 32672  | Meer afbeeldingen |
| Huis met hoog zadeldak en aan de straat een gepleisterde lijstgevel | Woonhuis                  | 18e-19e eeuw                                            |                                                                                  | Voorstad Sint Jacob 6                            | 51° 11' 41" NB, 5° 58' 59" OL | 32673  | Meer afbeeldingen |
| Huis met schilddak en brede gepleisterde lijstgevel met een rondbogige koetspoort in een hardstenen omlijsting met verdiepte pilasters - waarin festoenen - blokwerk en kroonlijst | Woonhuis                  | eerste kwart 19e eeuw                                   |                                                                                  | Voorstad Sint Jacob 8                            | 51° 11' 41" NB, 5° 58' 58" OL | 32674  | Meer afbeeldingen |
| Huis met gewijzigde en gepleisterde puntgevel | Woonhuis                  | 18e-19e eeuw                                            |                                                                                  | Voorstad Sint Jacob 10                           | 51° 11' 41" NB, 5° 58' 58" OL | 32675  | Meer afbeeldingen |
| Bakstenen bogen, resterend van de stadsmuur | Erfscheiding              | 14e eeuw (stadsmuur) 18e-19e eeuw (tuinmuur)            |                                                                                  | Swalmerstraat bij 65                             | 51° 11' 51" NB, 5° 59' 23" OL | 32677  | Upload foto |
| Bakstenen bogen, resterend van de stadsmuur | Erfscheiding              | 14e eeuw (stadsmuur) 18e-19e eeuw (tuinmuur)            |                                                                                  | Swalmerstraat bij 59                             | 51° 11' 49" NB, 5° 59' 20" OL | 32678  | Upload foto |
| Hoeve 'De Blankwater', vakwerkschuur | Boerderij                 | 18e eeuw                                                |                                                                                  | TO Blankwater 12                                 | 51° 12' 22" NB, 6° 3' 35" OL  | 32680  | Upload foto |
| Kloosterhof | Boerderij                 | 1750/1766 (gevelstenen)                                 |                                                                                  | Kloosterweg 95                                   | 51° 10' 48" NB, 6° 1' 10" OL  | 32681  | Kloosterhof |
| Wegkruis met houten corpus | Gedenkteken               | ca. 1700 (trant)                                        |                                                                                  | Schilbergsweg tegenover 9                        | 51° 12' 46" NB, 5° 59' 49" OL | 32683  | Wegkruis met houten corpus |
| Boerderij van het hoftype - met hardstenen segmentboogomramingen en ankerjaartal 1730 - en daarmee evenwijdige schuur, elk met een zadeldak tussen topgevels met vlechtingen       | Boerderij                 | 1730 (ankerjaartal)                                     |                                                                                  | Beekweg 1                                        | 51° 11' 55" NB, 6° 0' 43" OL  | 32684  | Boerderij van het hoftype - met hardstenen segmentboogomramingen en ankerjaartal 1730 - en daarmee evenwijdige schuur, elk met een zadeldak tussen topgevels met vlechtingen |
| De Toren | Kasteel, buitenplaats     | 15e-18e eeuw                                            |                                                                                  | Eiermarkt 23                                     | 51° 11' 46" NB, 6° 0' 41" OL  | 32685  | Meer afbeeldingen |
| De Weyershof | Woonhuis                  | tweede helft 17e eeuw of eerste helft 18e eeuw          |                                                                                  | Wijerspad 3                                      | 51° 11' 57" NB, 6° 1' 26" OL  | 32686  | Upload foto |
| Huis de Tegelerye | Kasteel, buitenplaats     | 17e eeuw                                                |                                                                                  | Elmpterweg 55                                    | 51° 12' 23" NB, 6° 1' 24" OL  | 32687  | Meer afbeeldingen |
| Pastorie | Kerkelijke dienstwoning   | 1768 (ankerjaartal)                                     |                                                                                  | Pastoor Ramakersstraat 9                         | 51° 11' 57" NB, 6° 0' 50" OL  | 32688  | Pastorie |
| Zuidelijke helft van huis | Woonhuis                  | 1728 (ankers)                                           |                                                                                  | Pastoor Ramakersstraat 12                        | 51° 11' 54" NB, 6° 0' 50" OL  | 32689  | Meer afbeeldingen |
| Kasteeltje Hattem | Kasteel, buitenplaats     | 19e eeuw (huidige vorm)                                 |                                                                                  | Maastrichterweg 25                               | 51° 10' 52" NB, 5° 59' 15" OL | 32690  | Meer afbeeldingen |
| Hoeve Heijsterhof | Boerderij                 | 1765                                                    |                                                                                  | Straat 11                                        | 51° 11' 1" NB, 6° 2' 1" OL    | 32691  | Hoeve Heijsterhof |
| Hardstenen pomp | Straatmeubilair           | derde kwart 18e eeuw                                    |                                                                                  | Neerstraat bij 34                                | 51° 11' 38" NB, 5° 59' 8" OL  | 32692  | Meer afbeeldingen |
| Terrein waarin de overblijfselen van de uit 1224-1798 daterende Munsterabdij en vermoedelijk sporen van bewoning uit de Late Middeleeuwen                                          | Archeologisch monument    | Late Middeleeuwen                                       |                                                                                  |                                                  | 51° 11' 36" NB, 5° 59' 20" OL | 341342 | Terrein waarin de overblijfselen van de uit 1224-1798 daterende Munsterabdij en vermoedelijk sporen van bewoning uit de Late Middeleeuwen                                    |
| ECI-centrale: herbouwd centralegebouw met de daarin aanwezige uit 1920 daterende waterkrachtcentrale met Francis-turbine                                                           | Transport                 | 1920 (onderdelen) 1948 (centrale herbouwd)              |                                                                                  | Molenweg 56                                      | 51° 11' 23" NB, 5° 58' 53" OL | 401497 | Meer afbeeldingen |
| Noordelijke helft van huis met zadeldak tussen topgevels met vlechtingen | Woonhuis                  | 1728 (ankers)                                           |                                                                                  | Pastoor Ramakersstraat 10                        | 51° 11' 54" NB, 6° 0' 50" OL  | 46829  | Meer afbeeldingen |
| Nieuwe watertoren | Nutsbedrijf               | 1928                                                    | Sybold van Ravesteyn                                                             | Stationsplein bij 8                              | 51° 11' 30" NB, 5° 59' 36" OL | 506153 | Meer afbeeldingen |
| Teeken en Ambachtschool | Onderwijs en wetenschap   | 1905-1908                                               | J. van Lokhorst Nicolaas van der Schuit L.H. Luijten P.J.H. Cuypers Jos. Cuypers | Godsweerderstraat 2                              | 51° 11' 43" NB, 5° 59' 37" OL | 506219 | Meer afbeeldingen |
| Ernst Casimirkazerne: gedenkteken voor Ernst Casimir | Gedenkteken               | 1936-1938                                               |                                                                                  | Wilhelminasingel 10                              | 51° 11' 59" NB, 5° 59' 23" OL | 509878 | Upload foto |
| Complex Cillekens: winkel/woonhuis | Industrie                 | 1898-1900 (winkel/woonhuis) ca. 17e eeuw (kelders)      |                                                                                  | Neerstraat 34                                    | 51° 11' 37" NB, 5° 59' 5" OL  | 510504 | Meer afbeeldingen |
| Ernst Casimirkazerne: poortgebouw | Gedenkteken               | 1939                                                    | A.G. Boost                                                                       | Wilhelminasingel 10                              | 51° 11' 59" NB, 5° 59' 23" OL | 514160 | Upload foto |
| Ernst Casimirkazerne: legerings-/logiesgebouw | Militair verblijfsgebouw  | 1938-1939                                               | A.G. Boost                                                                       | Wilhelminasingel 10                              | 51° 11' 60" NB, 5° 59' 29" OL | 514161 | Upload foto |
| Complex Cillekens: toonzaal/kantoor | Industrie                 | ca. 1900 (bouw) ca. 1940 (uitbreiding)                  |                                                                                  | Neerstraat bij 34                                | 51° 11' 37" NB, 5° 59' 7" OL  | 515685 | Upload foto |
| Complex Cillekens: pakhuis | Industrie                 | 1900-1901                                               |                                                                                  | Neerstraat bij 34                                | 51° 11' 37" NB, 5° 59' 7" OL  | 515686 | Meer afbeeldingen |
| Complex Cillekens: werkplaats | Industrie                 | 1917-1918                                               |                                                                                  | Neerstraat bij 34                                | 51° 11' 37" NB, 5° 59' 7" OL  | 515687 | Meer afbeeldingen |
| Werkplaats of atelier | Atelier                   | Ca. 1901                                                | Jean Speetjens (?)                                                               | Kapellerlaan 48A                                 | 51° 11' 10" NB, 5° 59' 26" OL | 520486 | Meer afbeeldingen |
| Herenhuis in een gesloten straatwand aan de westzijde van de kapellerlaan | Woonhuis                  | 1898                                                    | Jean Speetjens                                                                   | Kapellerlaan 48                                  | 51° 11' 11" NB, 5° 59' 27" OL | 520487 | Meer afbeeldingen |
| Graf met de handjes | Begraafplaats en -onderdl | 1880                                                    |                                                                                  | Weg langs het Kerkhof tegenover 1                | 51° 10' 53" NB, 6° 0' 0" OL   | 520489 | Meer afbeeldingen |
| Grafkapel van de familie Stoltzenberg | Begraafplaats en -onderdl | 1920                                                    |                                                                                  | Weg langs het Kerkhof tegenover 1                | 51° 10' 54" NB, 6° 0' 3" OL   | 520490 | Meer afbeeldingen |
| Lijkenhuisje Kapel in 't Zand | Begraafplaats en -onderdl | 1880                                                    |                                                                                  | Weg langs het Kerkhof tegenover 1                | 51° 10' 54" NB, 6° 0' 3" OL   | 520491 | Lijkenhuisje Kapel in 't Zand |
| Grafmonument van de familie Cuypers | Begraafplaats en -onderdl | 1920                                                    | P.J.H. Cuypers                                                                   | Weg langs het Kerkhof tegenover 1                | 51° 10' 55" NB, 6° 0' 0" OL   | 520492 | Meer afbeeldingen |
| Grafmonument van zoeaaf Küppers | Begraafplaats en -onderdl | 1920                                                    | Jean Geelen                                                                      | Weg langs het Kerkhof tegenover 1                | 51° 10' 54" NB, 6° 0' 3" OL   | 520493 | Grafmonument van zoeaaf Küppers |
| Grafmonument van Leendert Willem de Leeuw | Begraafplaats en -onderdl | 1943                                                    |                                                                                  | Weg langs het Kerkhof tegenover 1                | 51° 10' 54" NB, 6° 0' 3" OL   | 520494 | Grafmonument van Leendert Willem de Leeuw |
| Grafkapel van de familie Bongaerts | Begraafplaats en -onderdl | 1860                                                    |                                                                                  | Weg langs het Kerkhof tegenover 1                | 51° 10' 54" NB, 6° 0' 3" OL   | 520495 | Grafkapel van de familie Bongaerts |
| Grafmonument van de familie Van de Winkel-Höppener | Begraafplaats en -onderdl | 1920                                                    |                                                                                  | Weg langs het Kerkhof tegenover 1                | 51° 10' 54" NB, 6° 0' 3" OL   | 520496 | Grafmonument van de familie Van de Winkel-Höppener |
| Grafmonument van de familie Nizet | Begraafplaats en -onderdl | 1880                                                    |                                                                                  | Weg langs het Kerkhof tegenover 1                | 51° 10' 52" NB, 6° 0' 5" OL   | 520497 | Grafmonument van de familie Nizet |
| Grafmonument van Louis Guillaume | Begraafplaats en -onderdl | 1920                                                    |                                                                                  | Weg langs het Kerkhof tegenover 1                | 51° 10' 54" NB, 6° 0' 3" OL   | 520498 | Grafmonument van Louis Guillaume |
| Blok van zeven arbeiderswoningen | Woonhuis                  | 1919-1920                                               |                                                                                  | Koningin Regentesselaan 48                       | 51° 11' 24" NB, 5° 59' 51" OL | 520500 | Upload foto |
| Blok van dertien arbeiderswoningen | Woonhuis                  | 1919-1920                                               |                                                                                  | Koningin Regentesselaan 62                       | 51° 11' 22" NB, 5° 59' 51" OL | 520501 | Upload foto |
| Blok van zeven arbeiderswoningen | Woonhuis                  | 1919-1920                                               |                                                                                  | Koningin Regentesselaan 88                       | 51° 11' 21" NB, 5° 59' 53" OL | 520502 | Upload foto |
| Blok van zeven arbeiderswoningen | Woonhuis                  | 1919-1920                                               |                                                                                  | Mauritsstraat 41                                 | 51° 11' 20" NB, 5° 59' 53" OL | 520503 | Upload foto |
| Kapel in 't Zand | Kerk en kerkonderdeel     | 1895-1896                                               | Johannes Kayser                                                                  | Parklaan 1                                       | 51° 10' 51" NB, 5° 59' 50" OL | 520505 | Meer afbeeldingen |
| Klooster bij Kapel in 't Zand | Klooster, kloosteronderdl | 1863-1865                                               | Carl Weber                                                                       | Parklaan 3                                       | 51° 10' 52" NB, 5° 59' 51" OL | 520506 | Meer afbeeldingen |
| Kruiswegpark | Tuin, park en plantsoen   | 1919-1920                                               | Anoniem (Boskoop)                                                                | Parklaan bij 3                                   | 51° 10' 45" NB, 5° 59' 47" OL | 520507 | Meer afbeeldingen |
| Stuwgedeelte van het stuw- en sluiscomplex gelegen in de Roermondse Weerd | Waterkering en -doorlaat  | 1926                                                    | Rijkswaterstaat                                                                  | De Weerd bij 1                                   | 51° 12' 20" NB, 5° 58' 33" OL | 520510 | Upload foto |
| Sluisgedeelte van het stuw- en sluiscomplex gelegen in de Roermondse Weerd | Waterkering en -doorlaat  | ca. 1926                                                | Rijkswaterstaat                                                                  | De Weerd bij 1                                   | 51° 12' 20" NB, 5° 58' 33" OL | 520511 | Upload foto |
| Beambtenwoningen | Bedrijfs-,fabriekswoning  | 1921-1923                                               |                                                                                  | Thorbeckestraat 2                                | 51° 11' 42" NB, 5° 59' 53" OL | 520513 | Beambtenwoningen |
| Straatwand | Bedrijfs-,fabriekswoning  | 1921-1923                                               |                                                                                  | Charles Ruysstraat 2                             | 51° 11' 40" NB, 5° 59' 53" OL | 520514 | Upload foto |
| Lagere school met bovenmeesterwoning, overkapping en gymzaal | Onderwijs en wetenschap   | 1931                                                    | Jos Franssen Caspar Franssen                                                     | Begijnhofstraat 14                               | 51° 11' 41" NB, 5° 59' 30" OL | 520515 | Lagere school met bovenmeesterwoning, overkapping en gymzaal |
| Belastingkantoor | Handel en kantoor         | ca. 1908                                                |                                                                                  | Begijnhofstraat 28                               | 51° 11' 42" NB, 5° 59' 32" OL | 520516 | Belastingkantoor |
| Voormalige slagerij met winkel en woonhuis | Nijverheid                | 1890                                                    |                                                                                  | Brugstraat 14                                    | 51° 11' 41" NB, 5° 59' 4" OL  | 520517 | Voormalige slagerij met winkel en woonhuis |
| R.K. Klooster | Klooster, kloosteronderdl | 1913                                                    |                                                                                  | Dominicushof 3                                   | 51° 11' 55" NB, 6° 0' 54" OL  | 520518 | R.K. Klooster |
| Herenhuis met inpandig magazijn is gelegen op een hoek van bebouwing aan de godsweerdersingel                                                                                      | Woonhuis                  | 1889                                                    |                                                                                  | Godsweerdersingel 35                             | 51° 11' 40" NB, 5° 59' 36" OL | 520519 | Meer afbeeldingen |
| Halfvrijstaande notarisvilla | Woonhuis                  | 1890                                                    | F. Dupont                                                                        | Godsweerdersingel 76                             | 51° 11' 47" NB, 5° 59' 39" OL | 520520 | Halfvrijstaande notarisvilla |
| Halfvrijstaande villa | Woonhuis                  | 1911                                                    | F. Dupont                                                                        | Godsweerdersingel 83                             | 51° 11' 44" NB, 5° 59' 37" OL | 520521 | Meer afbeeldingen |
| Halfvrijstaand herenhuis | Woonhuis                  | 1901                                                    |                                                                                  | Godsweerdersingel 75                             | 51° 11' 42" NB, 5° 59' 37" OL | 520522 | Halfvrijstaand herenhuis |
| Dubbel woonhuis | Woonhuis                  | 1887                                                    |                                                                                  | Grote Kerkstraat 11                              | 51° 11' 46" NB, 5° 59' 4" OL  | 520523 | Dubbel woonhuis |
| Voorbouw Synagoge en kleine synagoge | Kerk en kerkonderdeel     | 1853 (voorbouw) 1953 (kleine synagoge)                  | A. Oznowicz (kleine synagoge)                                                    | Hamstraat 20                                     | 51° 11' 35" NB, 5° 59' 27" OL | 520524 | Meer afbeeldingen |
| Winkels met bovenwoningen zijn gelegen in de gesloten straatwand van de Hamstraat                                                                                                  | Winkel                    | 1905                                                    |                                                                                  | Hamstraat 20B                                    | 51° 11' 35" NB, 5° 59' 27" OL | 520525 | Winkels met bovenwoningen zijn gelegen in de gesloten straatwand van de Hamstraat                                                                                            |
| Voormalige Kasteel Schöndelen | Kasteel, buitenplaats     | 1893                                                    |                                                                                  | Heinsbergerweg 174                               | 51° 10' 19" NB, 6° 0' 1" OL   | 520526 | Voormalige Kasteel Schöndelen |
| Vrijstaand herenhuis | Woonhuis                  | 1888                                                    |                                                                                  | Kapellerlaan 15                                  | 51° 11' 17" NB, 5° 59' 22" OL | 520527 | Meer afbeeldingen |
| Vrijstaande villa gesitueerd in een parkachtige tuin in een oplopend terrein | Woonhuis                  | 1890                                                    |                                                                                  | Kapellerlaan 34                                  | 51° 11' 14" NB, 5° 59' 23" OL | 520528 | Meer afbeeldingen |
| Huize Marie-Louise | Woonhuis                  | 1904                                                    |                                                                                  | Kapellerlaan 179                                 | 51° 10' 60" NB, 5° 59' 44" OL | 520529 | Huize Marie-Louise |
| Dubbel herenhuis gebouwd omstreeks 1898, gelegen aan de noordelijke zijde van de pleinvormige ruimte op de aansluiting van de Kapellerpoort op het Zwartbroekplein                 | Woonhuis                  | 1898                                                    |                                                                                  | Kapellerpoort 14                                 | 51° 11' 19" NB, 5° 59' 18" OL | 520530 | Dubbel herenhuis gebouwd omstreeks 1898, gelegen aan de noordelijke zijde van de pleinvormige ruimte op de aansluiting van de Kapellerpoort op het Zwartbroekplein           |
| Postkantoor | Overheidsgebouw           | 1907                                                    |                                                                                  | Kloosterwandstraat 6                             | 51° 11' 30" NB, 5° 59' 20" OL | 520531 | Meer afbeeldingen |
| Halfvrijstaande winkel met dubbele bovenwoning | Werk-woonhuis             | 1935 (pand) 1962 (pui)                                  | J. Klaarenbeek                                                                   | Markt 9                                          | 51° 11' 43" NB, 5° 59' 7" OL  | 520532 | Halfvrijstaande winkel met dubbele bovenwoning |
| In Den Gouden Appel | Horeca                    | 1905                                                    |                                                                                  | Markt 19                                         | 51° 11' 45" NB, 5° 59' 6" OL  | 520533 | Meer afbeeldingen |
| Café met dubbele bovenwoning | Horeca                    | ca. 1904                                                |                                                                                  | Markt 24                                         | 51° 11' 46" NB, 5° 59' 6" OL  | 520534 | Meer afbeeldingen |
| H. Hart Kerk | Kerk en kerkonderdeel     | 1923                                                    | Caspar Franssen en Joseph Franssen                                               | Monseigneur Driessenstraat 2                     | 51° 11' 27" NB, 5° 59' 57" OL | 520535 | Upload foto |
| Klein College: lagere school met inpandige bovenmeesterswoning | Onderwijs en wetenschap   | 1890 (bouw) 1993 (verbouwing)                           |                                                                                  | Munsterstraat 14                                 | 51° 11' 39" NB, 5° 59' 17" OL | 520536 | Meer afbeeldingen |
| Frans Janssens-Höppener | Werk-woonhuis             | 1880-1911                                               |                                                                                  | Neerstraat 10                                    | 51° 11' 39" NB, 5° 59' 7" OL  | 520537 | Meer afbeeldingen |
| Garage met bovenwoning | Onderdeel woningen e.d.   | 1906                                                    | F. Dupont                                                                        | Neerstraat 13                                    | 51° 11' 39" NB, 5° 59' 9" OL  | 520538 | Meer afbeeldingen |
| F A Haan Apotheek | Gezondheidszorg           | 1887                                                    |                                                                                  | Neerstraat 22                                    | 51° 11' 38" NB, 5° 59' 7" OL  | 520539 | Meer afbeeldingen |
| Winkel met bovenwoning is gelegen in de gesloten straatwand van de Neerstraat | Winkel                    | ca. 1900                                                | F. Dupont                                                                        | Neerstraat 38                                    | 51° 11' 37" NB, 5° 59' 7" OL  | 520540 | Meer afbeeldingen |
| Bisschoppelijk Paleis en archief | Boerderij                 | 1930-1935                                               | C. Franssen en J. Franssen                                                       | Paredisstraat 8                                  | 51° 11' 36" NB, 5° 59' 12" OL | 520541 | Meer afbeeldingen |
| Muur en hekwerk Louisa-pension | Erfscheiding              | 1935                                                    |                                                                                  | Pollartstraat bij 6                              | 51° 11' 42" NB, 5° 59' 20" OL | 520542 | Upload foto |
| Penitentiaire inrichting | Gerechtsgebouw            | 1857-1863                                               | Allard Pierson                                                                   | Pollartstraat 9                                  | 51° 11' 41" NB, 5° 59' 21" OL | 520543 | Upload foto |
| Stadsvilla gelegen in de gesloten straatwand van de schuitenberg in het centrum van roermond                                                                                       | Woonhuis                  | 1901                                                    | Speetjens                                                                        | Schuitenberg 45                                  | 51° 11' 30" NB, 5° 59' 18" OL | 520544 | Meer afbeeldingen |
| Winkelwoning | Werk-woonhuis             | 1925                                                    |                                                                                  | Steenweg 2                                       | 51° 11' 41" NB, 5° 59' 11" OL | 520545 | Meer afbeeldingen |
| Winkelpand | Werk-woonhuis             | 1935                                                    | Jan Bongaerts                                                                    | Steenweg 16                                      | 51° 11' 38" NB, 5° 59' 13" OL | 520546 | Winkelpand |
| Stadsvilla | Woonhuis                  | 1880                                                    |                                                                                  | Swalmerstraat 51                                 | 51° 11' 49" NB, 5° 59' 18" OL | 520547 | Stadsvilla |
| BACO | Industrie                 | 1870                                                    |                                                                                  | Veeladingstraat 5                                | 51° 11' 26" NB, 5° 59' 32" OL | 520548 | Meer afbeeldingen |
| Huize Ernst Casimir | Woonhuis                  | 1908                                                    |                                                                                  | Venloseweg 1                                     | 51° 11' 53" NB, 5° 59' 35" OL | 520549 | Huize Ernst Casimir |
| Klooster Karmelitessen | Klooster, kloosteronderdl | 1882                                                    |                                                                                  | Venloseweg 78                                    | 51° 11' 56" NB, 5° 59' 45" OL | 520550 | Klooster Karmelitessen |
| Ursulakapel | Klooster, kloosteronderdl | 1905                                                    |                                                                                  | Voogdijstraat 24                                 | 51° 11' 44" NB, 5° 59' 27" OL | 520551 | Ursulakapel |
| Hoeve De Donck | Boerderij                 | 1860                                                    |                                                                                  | De Weerd 94                                      | 51° 12' 32" NB, 5° 58' 46" OL | 520552 | Upload foto |
| Vrijstaand kantoorgebouw | Handel en kantoor         | 1939                                                    |                                                                                  | Wilhelminasingel 25                              | 51° 11' 53" NB, 5° 59' 27" OL | 520553 | Vrijstaand kantoorgebouw |
| Herenhuis gelegen op de hoek van het wilhelminaplein en de godsweerdersingel | Woonhuis                  | 1928                                                    |                                                                                  | Wilhelminaplein 32                               | 51° 11' 46" NB, 5° 59' 37" OL | 520554 | Herenhuis gelegen op de hoek van het wilhelminaplein en de godsweerdersingel                                                                                                 |
| Herenhuis | Woonhuis                  | 1880                                                    |                                                                                  | Willem II Singel 2                               | 51° 11' 32" NB, 5° 59' 32" OL | 520555 | Herenhuis |
| Herenhuis | Woonhuis                  | 1894                                                    | Jean Speetjens                                                                   | Willem II Singel 21                              | 51° 11' 27" NB, 5° 59' 31" OL | 520556 | Herenhuis |
| Dubbel herenhuis | Woonhuis                  | 1880                                                    |                                                                                  | Willem II Singel 42                              | 51° 11' 24" NB, 5° 59' 27" OL | 520557 | Dubbel herenhuis |
| Dubbel herenhuis gelegen in de gesloten straatwand van de Willem II singel met bebouwing van het begin van de 20ste eeuw                                                           | Woonhuis                  | 1880                                                    |                                                                                  | Willem II Singel 46                              | 51° 11' 24" NB, 5° 59' 27" OL | 520558 | Dubbel herenhuis gelegen in de gesloten straatwand van de Willem II singel met bebouwing van het begin van de 20ste eeuw                                                     |
| Villa | Woonhuis                  | ca. 1895                                                |                                                                                  | Kapellerlaan 30                                  | 51° 11' 15" NB, 5° 59' 22" OL | 520559 | Meer afbeeldingen |
| Dubbel herenhuis gesitueerd in een aaneengesloten reeks herenhuizen aan de noordoostelijke zijde van het noordelijke deel van de kapellerlaan                                      | Woonhuis                  | 1897                                                    | Henri Delsing                                                                    | Kapellerlaan 55                                  | 51° 11' 13" NB, 5° 59' 28" OL | 520560 | Meer afbeeldingen |
| Herenhuis in negentiende-eeuws traditionele stijl met lichte invloed van dechaletstijl                                                                                             | Woonhuis                  | 1875                                                    |                                                                                  | Andersonweg 10                                   | 51° 11' 16" NB, 5° 59' 19" OL | 520561 | Herenhuis in negentiende-eeuws traditionele stijl met lichte invloed van dechaletstijl                                                                                       |
| Rectoraat met vrije bovenwoning | Woonhuis                  | 1927                                                    | Eduard en Pierre Cuypers jr.                                                     | Graaf Gerardstraat 1                             | 51° 11' 35" NB, 5° 59' 21" OL | 520562 | Upload foto |
| Winkel en poort met bovenwoningen | Woonhuis                  | 1928 (bouw) 1951 (hersteld)                             |                                                                                  | Abdijhof 6                                       | 51° 11' 36" NB, 5° 59' 24" OL | 520563 | Winkel en poort met bovenwoningen |
| Fabrieksgebouwen ECI, ECI-centrale | Industrie                 | 1880-1910                                               |                                                                                  | Molenweg bij 56                                  | 51° 11' 21" NB, 5° 58' 49" OL | 520564 | Meer afbeeldingen |
| Kepelse Meule | Industrie- en poldermolen | 1882 (bouw) 1929 (kap en wieken verwijderd)             |                                                                                  | Herkenbosscherweg 34                             | 51° 10' 50" NB, 6° 0' 3" OL   | 520567 | Meer afbeeldingen |
| Twee blokken bestaande uit 14 woningen | Woonhuis                  | 1880                                                    |                                                                                  | Frans Douvenstraat 1                             | 51° 11' 17" NB, 5° 59' 11" OL | 520568 | Upload foto |
| Mouterij 'Limburgia' | Nijverheid                | 1877-1905                                               |                                                                                  | Spoorlaan Noord 2A                               | 51° 11' 23" NB, 5° 59' 39" OL | 520569 | Meer afbeeldingen |
| Hardstenen pomp | Straatmeubilair           | 1865                                                    | ijzergieterij Giesbers en Van Deun                                               | Voorstad Sint Jacob tegenover 14                 | 51° 11' 35" NB, 5° 58' 51" OL | 520570 | Hardstenen pomp |
| Koetshuis | Woonhuis                  | 1904                                                    |                                                                                  | Kapellerlaan bij 179                             | 51° 10' 60" NB, 5° 59' 44" OL | 525064 | Koetshuis |
| Stadsmuur | Omwalling                 | 1388-1400                                               |                                                                                  | Wilhelminasingel tegenover 25A                   | 51° 11' 52" NB, 5° 59' 20" OL | 526241 | Upload foto |
| stadsmuur met de Spoelpoort | Omwalling                 | 1388-1400                                               |                                                                                  | aan het noordelijke deel van de Wilhelminasingel | 51° 11' 52" NB, 5° 59' 20" OL | 526244 | stadsmuur met de Spoelpoort |
| Ondergronds gelegen restanten van de Wernerstoren | Bijgebouwen               | 1232-1300                                               |                                                                                  | Pastoorswal bij 2                                | 51° 11' 52" NB, 5° 59' 18" OL | 526247 | Meer afbeeldingen |
| Restanten van de middeleeuwse stadsmuur | Omwalling                 | 1232-1300                                               |                                                                                  | Grote Kerkstraat bij 29                          | 51° 11' 49" NB, 5° 59' 5" OL  | 526250 | Upload foto |
| Visserstoren | Omwalling                 | 1700-1800                                               |                                                                                  | Looskade bij 1                                   | 51° 11' 42" NB, 5° 59' 1" OL  | 526253 | Upload foto |
| Ommuring, aanleg en grafmonumenten | Begraafplaats en -onderdl | 1785                                                    |                                                                                  | Weg langs het Kerkhof tegenover 1                | 51° 10' 54" NB, 6° 0' 3" OL   | 528526 | Ommuring, aanleg en grafmonumenten |